# Olympische Sommerspiele 2020/Teilnehmer (Burkina Faso)
| Gelbes Symbol für Goldmedaillen mit stilisierten Olympischen Ringen | Graues Symbol für Silbermedaillen mit stilisierten Olympischen Ringen | Braundes Symbol für Bronzemedaillen mit stilisierten Olympischen Ringen |
| ------------------------------------------------------------------- | --------------------------------------------------------------------- | ----------------------------------------------------------------------- |
| —                                                                   | —                                                                     | 1                                                                       |

Burkina Faso nahm an den Olympischen Spielen 2020 in Tokio mit sieben Sportlern in fünf Sportarten teil. Es war die insgesamt zehnte Teilnahme an Olympischen Sommerspielen, bei der die erste Medaille des Landes gewonnen werden konnte.

## Medaillen

### Medaillenspiegel
| Rang   | Sportart       | Gold | Silber | Bronze | Gesamt |
| ------ | -------------- | ---- | ------ | ------ | ------ |
| 1      | Leichtathletik | –    | –      | 1      | 1      |
| Gesamt | Gesamt         | 0    | 0      | 1      | 1      |

### Medaillengewinner
| Name/n               | Sportart       | Wettkampf  |
| -------------------- | -------------- | ---------- |
| Bronze               |                |            |
| Hugues Fabrice Zango | Leichtathletik | Dreisprung |

## Teilnehmer nach Sportarten

### Judo
| Athleten     | Wettbewerb | 1. Runde | 1. Runde | 2. Runde | 2. Runde | Achtelfinale  | Achtelfinale  | Viertelfinale | Viertelfinale | Halbfinale / Trostrunde | Halbfinale / Trostrunde | Finale / Platz 3 | Finale / Platz 3 | Rang |
| Athleten     | Wettbewerb | Gegner   | Ergebnis | Gegner   | Ergebnis | Gegner        | Ergebnis      | Gegner        | Ergebnis      | Gegner                  | Ergebnis                | Gegner           | Ergebnis         | Rang |
| ------------ | ---------- | -------- | -------- | -------- | -------- | ------------- | ------------- | ------------- | ------------- | ----------------------- | ----------------------- | ---------------- | ---------------- | ---- |
| Männer       |            |          |          |          |          |               |               |               |               |                         |                         |                  |                  |      |
| Lucas Diallo | bis 73 kg  | Freilos  | Freilos  | C. Bessi | 0s1:10   | ausgeschieden | ausgeschieden | ausgeschieden | ausgeschieden | ausgeschieden           | ausgeschieden           | ausgeschieden    | ausgeschieden    | 17   |

### Leichtathletik
Laufen und Gehen 
| Athleten     | Wettbewerb   | 1. Runde | 1. Runde | Halbfinale    | Halbfinale    | Finale        | Finale        | Rang          |
| Athleten     | Wettbewerb   | Zeit     | Rang     | Zeit          | Rang          | Zeit          | Rang          | Rang          |
| ------------ | ------------ | -------- | -------- | ------------- | ------------- | ------------- | ------------- | ------------- |
| Frauen       |              |          |          |               |               |               |               |               |
| Marthe Koala | 100 m Hürden | 13,11 s  | 6        | ausgeschieden | ausgeschieden | ausgeschieden | ausgeschieden | ausgeschieden |

 Springen und Werfen 
| Athleten             | Wettbewerb | Qualifikation | Qualifikation | Finale     | Finale | Rang   |
| Athleten             | Wettbewerb | Weite/Höhe    | Rang          | Weite/Höhe | Rang   | Rang   |
| -------------------- | ---------- | ------------- | ------------- | ---------- | ------ | ------ |
| Männer               |            |               |               |            |        |        |
| Hugues Fabrice Zango | Dreisprung | 16,83 m       | 5             | 17,47 m    | 3      | Bronze |

 Mehrkampf 
| Athletinnen        | 100 m Hürden | 100 m Hürden | Hochsprung | Hochsprung | Kugelstoßen | Kugelstoßen | 200 m | 200 m  | Weitsprung    | Weitsprung    | Speerwurf     | Speerwurf     | 800 m         | 800 m         | Punkte        | Rang          |
| Athletinnen        | Zeit         | Punkte       | Höhe       | Punkte     | Weite       | Punkte      | Zeit  | Punkte | Weite         | Punkte        | Weite         | Punkte        | Zeit          | Punkte        | Punkte        | Rang          |
| ------------------ | ------------ | ------------ | ---------- | ---------- | ----------- | ----------- | ----- | ------ | ------------- | ------------- | ------------- | ------------- | ------------- | ------------- | ------------- | ------------- |
| Siebenkampf Frauen |              |              |            |            |             |             |       |        |               |               |               |               |               |               |               |               |
| Marthe Koala       | 13,07 s      | 1114         | 1,74 m     | 903        | 12,54 m     | 697         | DNF   | –      | ausgeschieden | ausgeschieden | ausgeschieden | ausgeschieden | ausgeschieden | ausgeschieden | ausgeschieden | ausgeschieden |

### Radsport
| Athleten     | Wettbewerb    | Zeit | Rang |
| ------------ | ------------- | ---- | ---- |
| Männer       |               |      |      |
| Paul Daumont | Straßenrennen | DNF  | –    |

### Schwimmen
| Athleten           | Wettbewerb    | Vorlauf | Vorlauf | Halbfinale    | Halbfinale    | Finale        | Finale        | Rang |
| Athleten           | Wettbewerb    | Zeit    | Rang    | Zeit          | Rang          | Zeit          | Rang          | Rang |
| ------------------ | ------------- | ------- | ------- | ------------- | ------------- | ------------- | ------------- | ---- |
| Frauen             |               |         |         |               |               |               |               |      |
| Angelika Ouedraogo | 50 m Freistil | 28,38 s | 58      | ausgeschieden | ausgeschieden | ausgeschieden | ausgeschieden | 58   |
| Männer             |               |         |         |               |               |               |               |      |
| Adama Ouedraogo    | 50 m Freistil | 25,22 s | 53      | ausgeschieden | ausgeschieden | ausgeschieden | ausgeschieden | 53   |

### Taekwondo
| Athleten        | Wettbewerb       | Achtelfinale | Achtelfinale | Viertelfinale | Viertelfinale | Hoffnungsrunde Halbfinale | Hoffnungsrunde Halbfinale | Halbfinale    | Halbfinale    | Hoffnungsrunde Finale | Hoffnungsrunde Finale | Finale        | Finale        | Rang |
| Athleten        | Wettbewerb       | Gegner       | Ergebnis     | Gegner        | Ergebnis      | Gegner                    | Ergebnis                  | Gegner        | Ergebnis      | Gegner                | Ergebnis              | Gegner        | Ergebnis      | Rang |
| --------------- | ---------------- | ------------ | ------------ | ------------- | ------------- | ------------------------- | ------------------------- | ------------- | ------------- | --------------------- | --------------------- | ------------- | ------------- | ---- |
| Männer          |                  |              |              |               |               |                           |                           |               |               |                       |                       |               |               |      |
| Faysal Sawadogo | Klasse bis 80 kg | M. Chramzow  | 6:13         | ausgeschieden | ausgeschieden | T. Kanaet                 | 10:30                     | ausgeschieden | ausgeschieden | ausgeschieden         | ausgeschieden         | ausgeschieden | ausgeschieden | 7    |